# Bréal-sous-Montfort
Bréal-sous-Montfort település Franciaországban, Ille-et-Vilaine megyében. Lakosainak száma 6430 fő (2022. január 1.). Bréal-sous-Montfort Mordelles, Le Verger, Baulon, Goven és Saint-Thurial községekkel határos.

## Népesség
A település népességének változása:
| Lakosok száma | 1771 | 3117 | 3399 | 4484 | 5510 | 5815 | 6131 | 6404 | 6506 | 6430 |
|               | 1968 | 1982 | 1990 | 2006 | 2013 | 2015 | 2017 | 2019 | 2020 | 2022 |